# De berg van Yama-no-Kami
De berg van Yama-no-Kami is het vijfde deel van de samoerai-stripreeks Kogaratsu, van de Belgische stripauteurs Bosse (Serge Bosmans) en Marc Michetz. Het stripalbum verscheen in 1994 met harde kaft in de collectie spotlight van uitgeverij Dupuis. In 1997 kwam de softcovereditie op de markt.

## Verhaal
Nadat Kogaratsu zich heeft afgekeerd van Bando volgt hij niet langer een meester. Als ronin verblijft hij nu in de bergen, waar het winter is. In opdracht van twee bejaarden gaat hij op zoek naar hun kleindochter die door de dorpelingen is ontvoerd om haar aan de berggodin Yami-No-Kami te schenken. Nadat Kogaratsu de dorpelingen heeft gepasseerd die tevergeefs hem de weg naar de berg probeerden te versperren, stuit hij op gewapende ruiters en doet hij een opzienbarende ontdekking.